# Droga wojewódzka nr 802
Droga wojewódzka nr 802 (DW802) – droga wojewódzka w województwie mazowieckim o długości 38 km łącząca  Mińsk Mazowiecki z Seroczynem.

## Miejscowości leżące przy trasie DW802
- Mińsk Mazowiecki
- Huta Mińska
- Pogorzel
- Siennica
- Stara Wieś
- Żaków
- Drożdżówka
- Wielgolas
- Latowicz
- Oleksianka
- Żebraczka
- Seroczyn